# Вілмінгтон Тауншип (округ Мерсер, Пенсільванія)
Вілмінгтон Тауншип (англ. Wilmington Township) — селище (англ. township) в США, в окрузі Мерсер штату Пенсільванія. Населення — 1420 осіб (2020).

## Демографія
Згідно з переписом 2010 року, у селищі мешкало 1415 осіб у 502 домогосподарствах у складі 381 родини. Було 535 помешкань
Расовий склад населення:
| - 98,9 % — білих - 0,4 % — чорних або афроамериканців - 0,1 % — азіатів |

До двох чи більше рас належало 0,5 %. Частка іспаномовних становила 1,1 % від усіх жителів.
За віковим діапазоном населення розподілялося таким чином: 28,6 % — особи молодші 18 років, 56,1 % — особи у віці 18—64 років, 15,3 % — особи у віці 65 років та старші. Медіана віку мешканця становила 36,6 року. На 100 осіб жіночої статі у селищі припадало 88,2 чоловіків;  на 100 жінок у віці від 18 років та старших — 89,1 чоловіків також старших 18 років.
Середній дохід на одне домашнє господарство  становив 66 155 доларів США (медіана — 53 672), а середній дохід на одну сім'ю — 72 334 долари (медіана — 59 917). За межею бідності перебувало 10,3 % осіб, у тому числі 17,5 % дітей у віці до 18 років та 6,6 % осіб у віці 65 років та старших.
Цивільне працевлаштоване населення становило 659 осіб. Основні галузі зайнятості: освіта, охорона здоров'я та соціальна допомога — 20,5 %, роздрібна торгівля — 16,7 %, виробництво — 16,7 %.